# Леди-киллер
«Леди-киллер» (англ. Lady Killer) — ограниченная серия комиксов, состоящая из 5 выпусков, которую в 2015 году издавала компания Dark Horse Comics. В 2016—2017 годах выходило продолжение, также состоящее из 5 частей.

## Синопсис
Серии повествуют о Джози Шуллер. С виду она обычная женщина, но на самом деле — опытный наёмный убийца.

### Леди-киллер
| № | Дата выхода    | Оценка на Comic Book Roundup    | Предполагаемый объём продаж (первый месяц) |
| - | -------------- | ------------------------------- | ------------------------------------------ |
| 1 | 7 января 2015  | 8,6 из 10 на основе 32 рецензий | 8 431, позиция в Северной Америке — 199    |
| 2 | 4 февраля 2015 | 8,5 из 10 на основе 18 рецензий | 6 804, позиция в Северной Америке — 245    |
| 3 | 4 марта 2015   | 8,6 из 10 на основе 14 рецензий | 9 594, позиция в Северной Америке — 195    |
| 4 | 1 апреля 2015  | 8,7 из 10 на основе 10 рецензий | 10 201, позиция в Северной Америке — 231   |
| 5 | 13 мая 2015    | 8,7 из 10 на основе 7 рецензий  | 9 970, позиция в Северной Америке — 177    |

### Леди-киллер 2
| № | Дата выхода      | Оценка на Comic Book Roundup    | Предполагаемый объём продаж (первый месяц) |
| - | ---------------- | ------------------------------- | ------------------------------------------ |
| 1 | 3 августа 2016   | 9,2 из 10 на основе 15 рецензий | 16 665, позиция в Северной Америке — 147   |
| 2 | 14 сентября 2016 | 9 из 10 на основе 12 рецензий   | 10 798, позиция в Северной Америке — 172   |
| 3 | 16 ноября 2016   | 9,3 из 10 на основе 5 рецензий  | 9 935, позиция в Северной Америке — 196    |
| 4 | 8 марта 2017     | 9,4 из 10 на основе 6 рецензий  | 8 976, позиция в Северной Америке — 213    |
| 5 | 30 августа 2017  | 9,3 из 10 на основе 8 рецензий  | 8 487, позиция в Северной Америке — 233    |

### Сборники
| Название      | Тип            | Дата выхода     | Собранный материал | Кол-во страниц | ISBN                             | Предполагаемый объём продаж (первый месяц) |
| ------------- | -------------- | --------------- | ------------------ | -------------- | -------------------------------- | ------------------------------------------ |
| Lady Killer   | Мягкая обложка | 2 сентября 2015 | Lady Killer #1-5   | 136            | 978-1-61655-757-7, 1-61655-757-5 | 3 279, позиция в Северной Америке — 18     |
| Lady Killer 2 | Мягкая обложка | 13 декабря 2017 | Lady Killer 2 #1-5 | 136            | 978-1-50670-029-8, 1-50670-029-2 | 2 604, позиция в Северной Америке — 11     |

## Отзывы
На сайте Comic Book Roundup первая серия имеет оценку 8,6 из 10 на основе 81 рецензии, а вторая — 9,2 из 10 на основе 46 рецензий. Грег Макэлхаттон из Comic Book Resources писал, что у комикса был «сильный дебют». Ванесса Габриэль дала первому выпуску 8 баллов из 10 и сравнила его с телесериалом «Шоу Донны Рид». Её коллега Дэвид Пепос оценил дебют в 7 баллов из 10 и отметил, что во втором выпуске «будет немного более безумное зрелище». Ева Сеха из Comics Bulletin вручила первому выпуску 3 звезды с половиной из 5 и посчитала, что он был весёлым и интересным. Тони Герреро из Comic Vine дал дебюту 5 звёзд из 5 и написал, что «просто влюбился в этот комикс».

## Фильм
В мае 2021 года стало известно, что Блейк Лайвли сыграет Джози Шуллер в фильме для Netflix. Сценарий к картине напишет Диабло Коди.